# Nora Fatehi
Nora Fatehi née le 6 février 1992 à Toronto au Canada,, est une danseuse, mannequin, actrice, chanteuse et productrice canado-marocaine connue pour son travail dans l'industrie cinématographique indienne.

## Parcours
Elle fait ses débuts au cinéma dans le film Bollywoodien Roar: Tigers of the Sundarbans (en). Elle a gagné en popularité dans le cinéma Telugu en interprétant des item number dans des films comme Temper, Baahubali et Kick 2 (en). Elle joue également dans un film malayalam, Double Barrel. Elle est candidate dans la saison 9 de la série télévisée Bigg Boss, et est expulsée du jeu le 84e jour. Son film suivant est Satyamev Jayate : la sortie était le 15 août 2018. Elle y interprète la version recréée de la chanson Dilbar qui avait fait initialement 20 millions de vues dans ses 24 premières heures de sortie, ce qui en fait la première chanson hindi à avoir recueilli de tels chiffres en Inde.